# 奥津貴之
奥津 貴之（おくつ たかゆき、1972年 - ）は、日本の映画監督。千葉県出身。

## 経歴・人物
1972年、千葉県で生まれる。
仲間内では"キャントク"の愛称で親しまれている。世界的ロックバンドLOUDNESSの曲、SO LONEYとアレスの嘆きをイントロで聞き分ける事ができる。
法政大学を卒業し、1996年に「幸福の科学」の職員となる。団体内でメディア関連の部署を歴任し、「マスコミが報道しない〔事実〕を世界に伝える番組」と名打つ映像メディア「THE FACT」で、里村英一らと共に番組の製作に当たる。
2019年より、ARI Productionにてドキュメンタリー映画などの製作に携わる。
同年8月30日、映画『光り合う生命。-心に寄り添う。2-』の初日舞台あいさつが渋谷のヒューマントラストシネマ渋谷で行われ、出演の希島凜・渡辺優凛のほか、主題歌を歌う篠原紗英らともに監督として登壇し報道された。
2020年8月28日、映画『奇跡との出会い。-心に寄り添う。3-』の初日舞台あいさつが渋谷のヒューマントラストシネマ渋谷で行われ。
、出演の希島凜・市原綾真らと共に監督として登壇し報道された。
2021年8月27日、映画『夢判断、そして恐怖体験へ』の初日舞台あいさつが、渋谷のヒューマントラストシネマ渋谷で行われ。主役の一人青木涼、出演の芦川よしみ らと共に監督として登壇し報道された。イタリア・ナポリ映画賞で最優秀長編作品賞を受賞するなど、世界7カ国で16冠獲得(公開初日時点)の情報が公表され。
2023年5月12日、映画『レット・イット・ビー 〜怖いものは、やはり怖い〜』の初日舞台あいさつが、渋谷のヒューマントラストシネマ渋谷で行われ、主演の青木涼、山岸芽生、並樹史朗らキャスト陣と共に監督として4人で登壇した。これにより報道が行われた。

## 作品

### YouTube番組
- THE FACT（2013年8月2日 - ）

### 映画
- 光り合う生命。-心に寄り添う。2-（2019年8月30日、ARI Production、配給：東京テアトル）- 監督
- 奇跡との出会い。-心に寄り添う。3-（2020年8月28日、ARI Production、配給：日活・東京テアトル）- 監督
- 夢判断、そして恐怖体験へ（2021年8月27日、ARI Production、配給：日活・東京テアトル）- 監督
- レット・イット・ビー 〜怖いものは、やはり怖い〜（2023年5月12日、ARI Production、配給：日活・東京テアトル）- 監督